# Apple Bandai Pippin

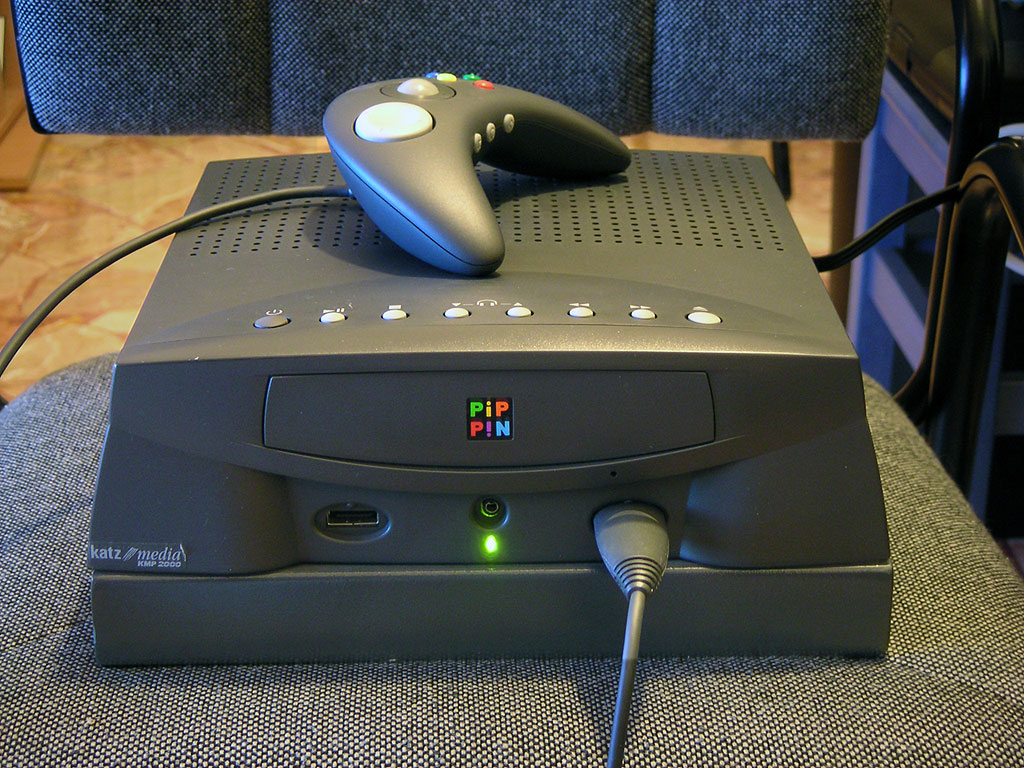
De Bandai Pippin

De Apple Bandai Pippin, die werd gestileerd als PiP P!N, is een multimediaspeler ontwikkeld door Apple Inc. Pippin is gebaseerd op de PowerPC Macs en draait onder een beperkte versie van Mac OS 7.5.2, geoptimaliseerd voor het afspelen van media.
Bandai, Japans grootste speelgoedmaker, verkreeg de licentie om Apples platform te gebruiken in 1994 en heeft in de periode van 1996 tot 1998 minder dan 42.000 Pippins verkocht in de Verenigde Staten en Japan.
De naam Pippin komt van een appelsoort die verwant is aan de McIntosh, waar de naam Apple Macintosh vandaan komt.

## Levensloop
Apple zag in de jaren 90 in dat er steeds meer computers werden gekocht voor thuisgebruik. Een probleem hierbij was vaak de prijs. Daarop dacht Apple het platform voor een goedkopere thuiscomputer te ontwikkelen, die gebruikt kon worden voor media, internet en videospellen.
Om de verspreiding van het platform te stimuleren, besloot Apple niet zelf de Pippin uit te brengen, maar te werken met licenties zoals dat met Windows gebeurt.
Bandai bracht het product op de markt op 28 maart 1996 in Japan en op 1 september datzelfde jaar in de Verenigde Staten, met als modelnaam respectievelijk Atmark en @World en een prijskaartje van $599. De Pippin is echter nooit een succes geworden.

## Werking
De Pippin kan gebruikt worden met verschillende invoerapparaten, waarvan de meest gebruikelijke een toetsenbord en de AppleJack-controller zijn. Het toestel kan zowel aan een televisie of computerscherm gekoppeld worden, via een composite- of VGA-aansluiting.
Met een opslagcapaciteit van 128 kB in de vorm van NVRAM, waarvan 8 kB door het besturingssysteem gebruikt wordt, is de ruimte voor data zeer beperkt. Dit kon worden uitgebreid door het gebruik van floppy disks, waarvoor men het Pippin Floppy Dock moest bijkopen. Doordat de interne opslag zo gering was, werd het besturingssysteem meegeleverd op de cd-rom en startte de Pippin dus vanaf de cd op.
De Pippin games konden ook op Power Macintosh gespeeld worden. Omgekeerd was het mogelijk om Macintosh en DOS/Windows games onder Pippin te openen, maar hiervoor waren wel heel wat aanpassingen en hercompilatie nodig.